# チェスター・アンド・レスター
『チェスター・アンド・レスター』（Chester & Lester）は、アメリカ合衆国のギタリスト、チェット・アトキンスとレス・ポールが連名で1976年に発表したスタジオ・アルバム。

## 背景
アトキンスはレス・ポールから多大な影響を受けており、兄のジム・アトキンス（ポールと共に活動していたこともあるカントリー・ミュージシャン）からポールの奏法を教わっただけでなく、ジムを介してポールの使っていたギブソン製のギターを譲り受けたこともある。ポールはオーバー・ダビングを多用することで知られていたが、本作では「キャラヴァン」と「恋人よ我に帰れ」の2曲でオーバー・ダビングを行うにとどまった。
なお、アトキンスとポールのコンビは、1978年にも本作に続くコラボレーション・アルバム『ギター・モンスター』を発表している。

## 反響・評価
アメリカの総合アルバム・チャートBillboard 200では、合計5週チャート・インし、1976年6月12日付のチャートで最高172位を記録した。また、『ビルボード』のカントリー・アルバム・チャートでは11位に達した。
第19回グラミー賞では、最優秀カントリー・インストゥルメンタル・パフォーマンス賞を受賞した。リチャード・S・ギネルはオールミュージックにおいて5点満点中4点を付け「バックアップ・バンドのサウンドはナッシュビル・カントリー風だが、ポールのレパートリーを中心とした選曲は、ジャズやポップスのスタンダード・ナンバーである。両名ともジャズの自然発生的な雰囲気に則って、即興演奏、対決、対話を繰り広げている」と評している。

## リイシュー
2007年のアメリカ盤再発CD (82876 76379 2)には、未発表音源4曲がボーナス・トラックとして追加された。また、2008年に発売された日本盤CD (BVCM-35541)は、アルバム『ギター・モンスター』との2 in 1となっている。

## 収録曲
1. 久し振りだね "It's Been a Long Time" (Sammy Cahn, Jule Styne) – 3:33
2. メドレー: ムーングロウ〜ピクニック "Medley: Moonglow/Picnic (theme from Picnic)" (Will Hudson, Irving Mills, Eddie DeLange / George Duning) – 4:44
3. キャラヴァン "Caravan" (Duke Ellington, I. Mills, Juan Tizol) – 3:22
4. イット・ハッド・トゥ・ビー・ユー "It Had to Be You" (Isham Jones, Gus Kahn) – 3:34
5. アウト・オブ・ノーホエア "Out of Nowhere" (Johnny Green, Edward Heyman) – 3:14
6. アヴァロン "Avalon" (Buddy DeSylva, Al Jolson, Vincent Rose) – 6:32
7. ブルースの誕生 "Birth of the Blues" (Lew Brown, Buddy G. DeSylva, Ray Henderson) – 3:06
8. サムデイ・スウィートハート "Someday Sweetheart" (John Spikes, Reb Spikes) – 3:21
9. ディード・アイ・ドゥ "'Deed I Do" (Walter Hirsch, Fred Rose) – 2:31
10. 恋人よ我に帰れ "Lover Come Back to Me" (Oscar Hammerstein, Sigmund Romberg) – 2:41

### 2007年再発CDボーナス・トラック
1. "The World Is Waiting for the Sunrise" (Ernest Seitz, Eugene Lockhart)
2. "You Brought a New Kind of Love to Me" (Irving Kahal, Pierre Norman, Sammy Fain)
3. "Caravan (Alternate Version)" (D. Ellington, I. Mills, J. Tizol)
4. "Medley: Moonglow/Picnic (theme from Picnic) (Rehearsal Version)" (W. Hudson, I. Mills, E. DeLange / G. Duning) – 4:44

## 参加ミュージシャン
- チェット・アトキンス - ギター
- レス・ポール - ギター
- ランディ・グッドラム - ピアノ
- ポール・ヤンデル - リズムギター
- レイ・エデントン - リズムギター
- ボビー・トンプソン - リズムギター
- ヘンリー・ストレゼレッキ - ベース
- ボブ・ムーア - ベース
- ラリー・ロンディン（英語版） - ドラムス